# Patrick Peterson
Patrick Peterson (Fort Lauderdale, Florida, Estados Unidos, 11 de julio de 1990) es un jugador profesional de fútbol americano de la National Football League que juega en el equipo Pittsburgh Steelers en la posición de Cornerback.

## Carrera deportiva
Patrick Peterson proviene de la Universidad Estatal de Luisiana y fue elegido en el Draft de la NFL de 2011, en la ronda número 1 con el puesto número 5 por el equipo Arizona Cardinals.
Actualmente se encuentra en activo como jugador de los Pittsburgh Steelers.

## Estadísticas generales
| Tackles | Fumbles forzados | Intercepciones |
| 29      | 1                | 15             |